# 世界红十字和红新月日

红十字会与红新月会国际联合会会徽

世界红十字和红新月日，是红十字会与红新月会国际联合会、红十字国际委员会以及189个国家和地区的分会共同的纪念日，定于每年的5月8日，在这一天，国际红十字与红新月会及其在各国的分会将以各种形式纪念之，以表示红十字与红新月运动的国际性以及红十字与红新月人道工作不分种族、宗教及政治见解的特性。

## 历史
一战结束后，捷克斯洛伐克红十字会首倡每年在复活节期间设立为期3天的“红十字休战日”，以弘扬红十字会的人道思想，同时结合红十字会业务开展全国性的卫生、救济、儿童福利等方面的宣传活动。该倡议得到了广泛的响应。1921年，第10届国际红十字大会在瑞士日内瓦召开，决议向各国红十字会推荐捷克斯洛伐克红十字会组织红十字休战日的做法。此后，第11届、第14届、第15届、第16届国际红十字大会多次对红十字休战日进行了肯定，使得红十字休战日成为普遍的做法。
二战结束后，第19次国际红十字会理事会于1946年举行，鉴于各国分会虽然普遍组织红十字休战日活动，但是日期各不相同的情况，指示协会秘书处研究确定一个固定的日子为国际红十字日。1948年，红十字会联盟理事会（红十字会与红新月会国际联合会大会的前身）建议以国际红十字会创始人亨利·杜南的生日5月8日为全球统一的红十字日。同年，第20次国际红十字会理事会在瑞典斯德哥尔摩举行，批准了这一建议。从此，5月8日正式成为世界红十字日。

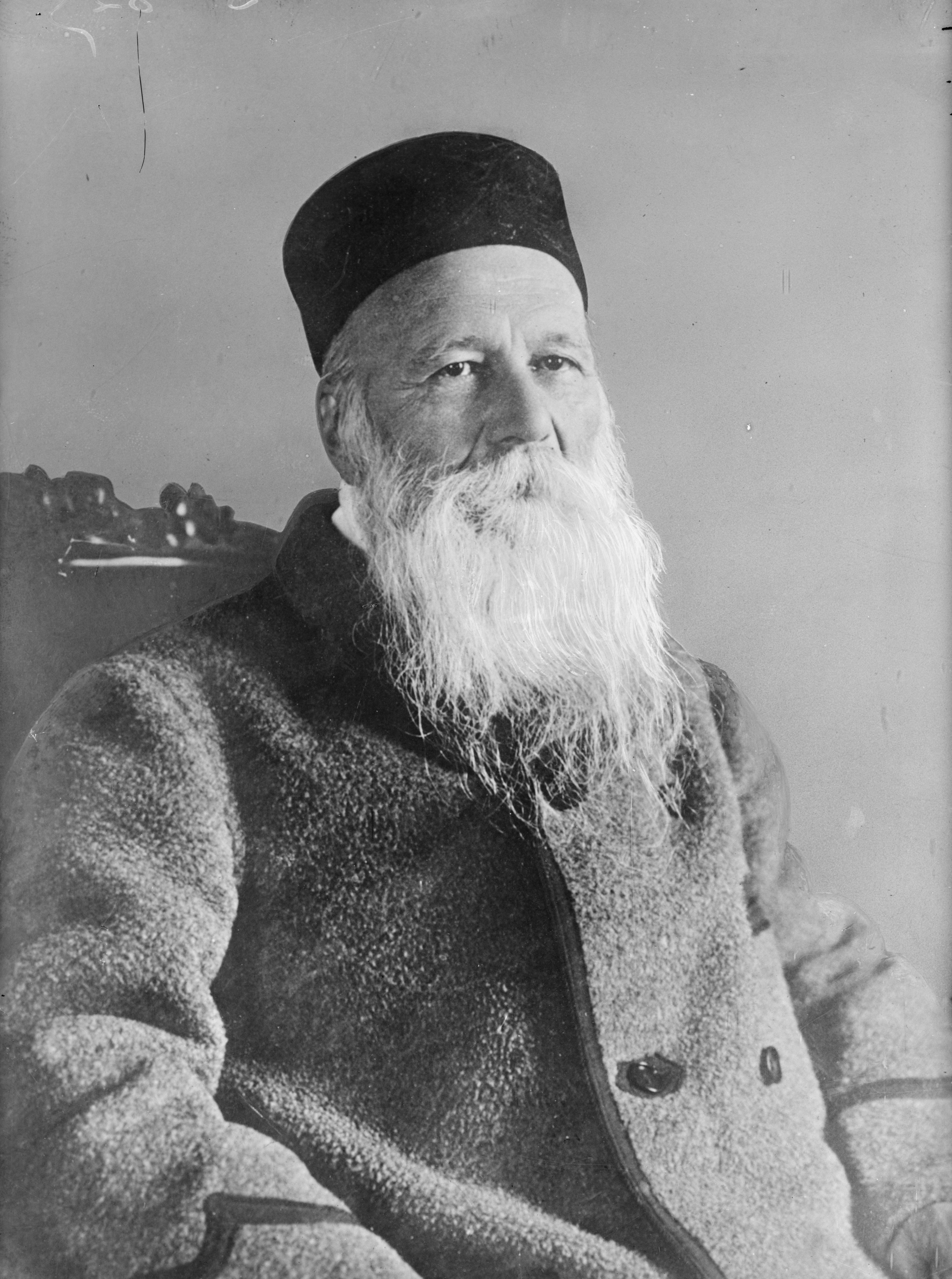
创始人亨利·杜南

1984年，由于不断有穆斯林国家的红新月会加入，世界红十字日正式更名为“世界红十字和红新月日”。

## 主题
自1961年以后，国际红十字和红新月联合会协会秘书处还会结合其工作重点，提出当年世界红十字日的活动主题，亦有连续数年采用类似主题的情况，历年主题如下：
- 1962年：以美好心灵而努力奉献红十字会
- 1963年：高举人道的旗帜
- 1964年：为了互助与互救
- 1965年：红十字扎根于青少年心中
- 1966年：红十字属于全世界全人类
- 1967年：为了保护生命
- 1968年：红十字会工作是每个人的事业
- 1969年：防患于末然的红十字会
- 1970年：从战争中保护人类——实施、传播和发展人道主义法
- 1971年：时时处处都有红十字会
- 1972年：红十字会是人道主义的桥梁
- 1973年：你和你的世界中的红十字会
- 1974年：红十字会旨在保护生命
- 1975年：红十字会——危急时刻的救生索
- 1976年：行动中的红十字会
- 1977年：在全世界加强人类团结的红十字会
- 1978年：参加红十字会活动
- 1979年：以友爱之手联合世界的红十字会
- 1980年：红十字会——在任何地方都是为了人类
- 1981年：红十字会同你在一起
- 1982年：参与和奉献
- 1983年：急救：该做什么
- 1984年：以仁爱致和平
- 1985年：行动中的青少年
- 1986年：捐献血液 拯救生命
- 1987年：保护儿童生命
- 1988年：发展
- 1989年：保护人类生命
- 1990年：保护人类生命和人类尊严
- 1991年：保护战争受害者
- 1992年：人道——团结起来 共御灾害
- 1993年：人人享有尊严
- 1994年：人人享有尊严 关心儿童
- 1995年：人人享有尊严 尊重妇女
- 1996年：结合备灾救灾 人道救助
- 1997年：集善款 做善事 博爱助人
- 1998年：集善款 做善事 博爱助人
- 1999年：人道的力量
- 2000年：人道的力量 迎接新世纪
- 2001年：捐献骨髓 关爱生命 展示人道力
- 2002年：红十字在行动——关爱生命
- 2003年：办实事、庆百年——红十字在行动
- 2004年：停止歧视
- 2005年：珍惜生命、关爱他人
- 2006年：健康援助进农家——红十字在行动
- 2007年：携手为人道 Together for humanity
- 2008年：携手为人道 Together for humanity
- 2009年：气候变化及其人道影响（Climate change and its humanitarian consequences serving as a Solferino of today）
- 2010年：城市化（Urbanization）
- 2011年：发掘支援者精神（Find the volunteer inside you）
- 2012年：青年在行动（Youth on the move）
- 2013年：150年人道行动（150 years of humanitarian action）
- 2014年：我的红十字故事（My red cross story）
- 2015年：践行基本原则——纪念红十字和红新月运动基本原则通过50周年
- 2016年：红十字博爱送万家

### 引用
1. ↑  .   [2007-05-09]. （原始内容存档于2021-03-06）.
2. ↑  5.8世界红十字日 （页面存档备份，存于），亚太日报，2013年5月7日
3. ↑  .   [2007-05-09]. （原始内容存档于2010-04-15）.
4. ↑  红十字国际委员会. . 7 May 2003  [2003-05-07]. （原始内容存档于2016-03-15）.
5. ↑  .   [2007-05-09]. （原始内容存档于2007-07-14）.

### 网页
- 人民网 - “世界红十字日”的由来 （页面存档备份，存于）
- 新华网 - 亨利·杜南与世界红十字日